# Bond Bug
Bond Bug (z ang. bug – robak) – mały brytyjski trójkołowiec, zaprojektowany przez Toma Karena dla przedsiębiorstwa Reliant Motor Company. Był przez nie produkowany w latach 1970–1974, początkowo w fabryce Bond Cars Ltd, a następnie w wytwórni Reliant w Tamworth. Łącznie wyprodukowano jedynie 2270 egzemplarzy.
To pojazd posiadający drzwi kokpitowe z podnoszonym dachem zamiast konwencjonalnych drzwi, które zastąpiono osłonami bocznymi z winylu. Jego bryła kształtem przypomina klin.

## Historia

### początki
Od 1962 roku, po wprowadzeniu na rynek Relianta Regala 3/25, firma starała się stworzyć jego bardziej sportową wersję, skierowaną do młodszych nabywców. Szkice takowej zostały wykonane już w 1964 r. przez firmę Ogle. Na nich pojazd miał bardziej wyraźny kształt klina a niektóre krawędzie zaokrąglono. Projekt nazwano Reliant Rogue.
Nigdy nie został jednak wyprodukowany. Kierownictwo uważało, że nietypowo wyglądający pojazd może zaszkodzić wizerunkowi marki.

### wykupienie Bond Cars
Po zakupie firmy Bond Cars Ltd. w 1969 r., Reliant zlecił Tomowi Karenowi z Ogle Design dokonanie zmian w projekcie Rogue'a – zostałby teraz wyprodukowany pod nabytym szyldem.
Bond Bug'a zbudowano na podwoziu stworzonym przez głównego inżyniera Relianta, Johna Crosthwaite'a, z wykorzystaniem niektórych części Regala, w połączeniu ze skrzynią biegów zaprojektowaną do Robina 750, który miał być wprowadzony na rynek w 1974 roku. Tak powstała pierwotna koncepcja, wyglądem dość zbliżona do Rogue'a. Główną różnicę stanowi w niej tył pojazdu skrócony aż do osi tylnej.

### wersje i specyfikacja
W samochodzie zastosowano montowany z przodu, 4–cylindrowy silnik Relianta o pojemności 700 cm³, później zwiększony do 750. Wprowadzając pojazd na rynek ogłoszono, że moc w tańszych wersjach 700 i 700E wyniesie 29 KM. Z kolei w modelu 700ES zastosowano przeprojektowaną głowicę cylindra, co pozwoliło na zwiększenie współczynnika sprężania z 7,35:1 do 8,4:1. To zapewniło wzrost mocy do 31 KM (23 kW; 31 PS) w połączeniu z lepszym momentem obrotowym.
Bond Bug 700ES oferował również bardziej ergonomiczne fotele a także lepiej zabezpieczoną osłonę silnika, mocniejsze błotniki, popielniczkę, pokryty gumą przedni zderzak i koło zapasowe w zestawie.

### premiera i początek produkcji
Samochód został dobrze przyjęty. Ray Wiggin z Reliant Motor Company powiedział o nim: To, że ma trzy koła jest mało ważne. Jest nową formą transportu. Więc teraz myślimy, że przemówi do większej części rynku niż wpierw zakładaliśmy

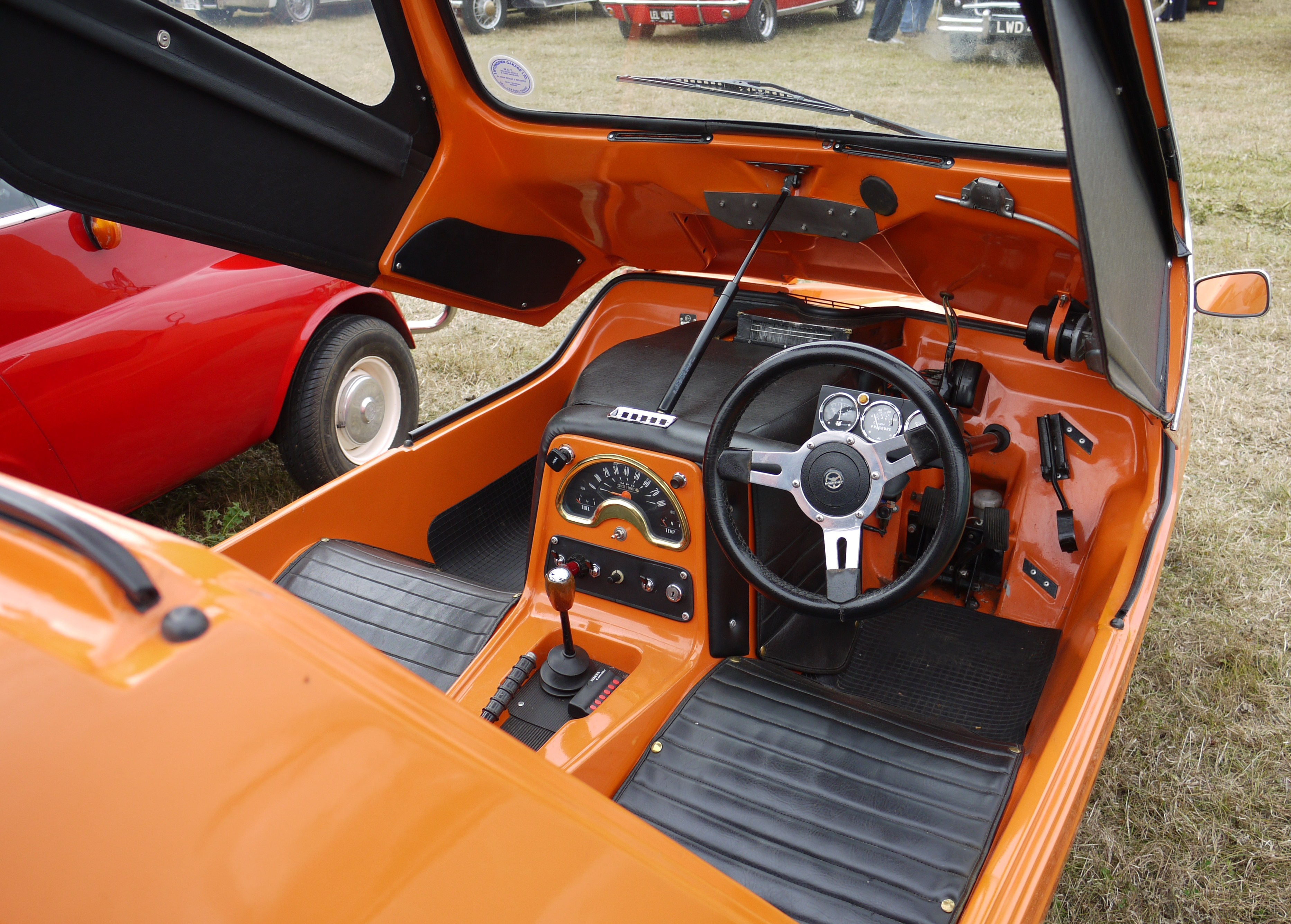
oryginalne wnętrze i kolor samochodu

Oryginalnie pojazd był dostępny tylko w jasnopomarańczowym, mandarynkowym kolorze. Jednak na potrzeby marketingowe papierosów Rothmans zostało wyprodukowanych 6 białych egzemplarzy. Jeden z nich wystąpił również w reklamie Cape Fruit. Dziś wiadomo, że nadal istnieją trzy takie.

### rozpoznawalność
Rozpoznawalność przyniósł mu jego charakterystyczny, odlewany ciśnieniowo zabawkowy model produkcji Corgi Toys. Lecz pojazd produkowano ledwie cztery lata, od 1970 do 74.

### prędkość
Trójkołowce od Relianta wyrobiły sobie opinię powolnych. Bond, rozpędzający się do 122 km/h (76 mph) przy brytyjskim ograniczeniu prędkości do 112 km/h (70 mph), okazał się być ich przeciwieństwem. Jego szybkość można było równać z podstawowym Mini 850 cm³ (116 km/h / 72 mph) czy Hilmanem Imp (128 km/h / 80 mph). W tym względzie nie dorównał jednak Mini Cooperowi S (154 km/h / 96 mph) ani większym sedanom, takim jak Ford Cortina Mark III (167 km/h / 104 mph w najmocniejszym wariancie) a także starszym dwuosobowym modelom sportowym, np. MG MGB (165,7 km/h / 103 mph) czy Lotusowi Seven, którego najsłabsza wersja S4 do 1970 r. mogła osiągnąć 173,8 km/h (108 mph).

### marketingi cena
Bond Bug był reklamowany jako przyjemny w prowadzeniu. Niska pozycja za kierownicą znana z gokartów sprawiała wrażenie, że jedzie się szybciej niż w rzeczywistości. A tak naprawdę prędkość była zbliżona do tej uzyskiwanej przez samochody o wysokich osiągach zaledwie kilka lat wcześniej – słabsze wersje Lotusa 7 do 1968 r. dysponowały maksymalną szybkością 122 km/h (76 mph) a poziom ich wyposażenia, np. boczne zasłony zastępujące okna, był podobny.
Nie był jednak tańszy od bardziej funkcjonalnych samochodów. Kosztował 629 funtów, podczas gdy podstawowy Mini 850 cm³ – czteromiejscowy, lepszy na zakrętach ale ze znacznie mniejszym przyspieszeniem, sprzedawano za 620 funtów. Czy też podstawowy Lotus Seven – z dużo lepszym przyspieszeniem i skrętem – w 1970 r. miał wartość 945 funtów. Można było jednak kupić taniej egzemplarz po stłuczce, też ze względu na korzystniejszą politykę podatkową.

### większy silnik i zakończenie produkcji
Wersja z większym silnikiem o pojemności 750 cm³ została wprowadzona pod koniec 1973 roku lecz wyprodukowaną ją tylko w mniej niż dwustu egzemplarzach. Powodem było skoncentrowanie się Relianta na Robinie 750. Firma przekształcała linie produkcyjne by nadążać za pobytem na nowo wprowadzony pojazd.

### późniejsze plany
Choć produkcję Buga zakończono bez większego sukcesu, Reliant w latach 70. miał względem niego dalsze plany. Prototyp 4–kołowej wersji pojazdu został wykonany przed wprowadzeniem na rynek Relianta Kittena, ponieważ firma uważała, że może przyciągnąć większą uwagę od niego. W pracach projektowych prowadzonym przez Ogle Design samochód określano kodem FW9. Wszystko skończyło się stworzeniem dość dziwnego coupe wyglądem nie mającego z Bugiem za wiele wspólnego. Z oczywistych względów kierownictwo Relianta nigdy nie rozpoczęło jego produkcji.
Silnik do prototypu opracowano we współpracy z BRM. Składałby się ze standardowego bloku o większej pojemności 850 cm³ z wałkiem rozrządu na górze. Zyskałby także podwójne gaźniki SU i elektryczną pompę paliwa. W standardowej konfiguracji dawałby moc 70 KM. Ten sam silnik miał być zastosowany w projekcie małego samochodu sportowego, którego rozwoju Reliant nigdy nie podjął.

### Webster Bug
Mike’owi i Gary’emu Websterom udało się w 1990 roku nabyć od Reliant Motor Company oryginalne wytłoczniki i licencję na projekt Buga oraz stworzyć Webster Motor Company.
Postanowili produkować 4–kołowe Bugi w formie kit carów a więc budując je samemu. Większość części pochodziło z samochodów–dawców Reliantów Robinów lub Rialtów.
By przerobić pojazd na czterokołowiec w miejsce przedniej części podwozia przyspawali ramę nośną z Mini. Wymagało to też zmian karoserii tak by posiadało dwa przednie nadkola. Opracowano różne wersje samochodu, w tym kabrioletową – bez podnoszonego dachu czy standardowego samochodu – posiadającego drzwi z włókna szklanego zamiast winylowych osłon. To rozwiązanie chroniło kierowcę przed wiatrem zachowując niższą masę pojazdu.
Sprzedano mniej niż 30 egzemplarzy.

### Reliant Sprint
W 1994 roku Reliant zaprezentował model Sprint, będącego generalną przeróbką oryginalnego Bond Buga. Projekt, również autorstwa Toma Karena, zakładał zaokrąglenie wszystkich ostrych krawędzi wozu i zmianę reflektorów również na okrągłe. Prototyp miał magnezowe felgi Minilite, elementy wnętrza z szarego winylu i jasnożółtą karoserię. Tylna część podwozia została wykonana w oparciu o oryginał, przednią zapożyczono z modelu Robin. Dla zminimalizowania kosztów produkcji użyto również przełączniki i pokrętła z tego pojazdu.
Temat samochodu poruszono w programie telewizyjnym Trouble At The Top. Wynika z niego, że zarząd Relianta nie zgadzał się na uruchomienie produkcji Sprinta, nie wierząc w jego sukces w tych czasach. Sytuacja spółki nie była najlepsza, jednak rozpoczęcie produkcji kosztowałoby zaledwie 12 500 funtów.
Do projektu wrócono w 1998 r. Reliant chciał wtedy wyprodukować na bazie Sprinta czterokołowy samochód sportowy. Zmian w projekcie samochodu, teraz nazywanego wewnętrzne The Clubman, miał dokonać Andy Plumb. Powstałyby dwa jego modele: standardowy i kabriolet. Te samochody miały mieć duże przednie i tylne nadkola w kształcie bańki. Wyprodukowano kolejne prototypy z nowym podwoziem i przednim zawieszeniem z podwójnymi wahaczami. Skoro samochód miał być czterokołowcem, zgodnie z prawem silnik o pojemności 850 cm³ przeprojektowano tak by uwzględnić wtrysk paliwa i katalizator. Prototypy wypadły obiecująco, Reliant Motor Company jednak nie inwestował w projekt więcej. W 2001 r. kłopoty przedsiębiorstwa poskutkowały przeniesieniem siedziby i zamknięciem produkcji samochodów a co za tym idzie – również i tego projektu.

## Bond Bug w kulturze masowej
- Projektant samochodu, Tom Karen, nadzorował projekt i produkcję Landpeedera Luke’a Skywalkera z Gwiezdnych Wojen (1977). Jeden z jego wersji został zbudowany na podwoziu Bond Bug'a. Z pomocą luster ukryto jego koła pod kątem 45° w stosunku do podłoża.
- Fani czterech kółek zajęli się renowacją Bond Bug'a 700ES i sprzedali go z zyskiem. Egzemplarz ten został zaprezentowany na NEC Classic Car Show w 2011 r. w Birmingham w obecności ówczesnych prowadzących program – Edda Chiny, Mike’a Brewera oraz ich pomocnika Paula Brackleya.
- Bond Bug pojawił się w niektórych z pierwszych odcinków Życia w Hollyoaks jako pojazd Jambo Boltona.
- Samochód wystąpił również w teledysku do piosenki Robbiego Williamsa Millenium oraz reklamie brytyjskiego biura numerów 118 118.
- W 2.serii programu The Grand Tour, prezenterzy Richard Hammond i James May zbudowali pływający samochód z połączenia Bond Buga i jachtowego silnika. Swoje dzieło nazwali Pond Bug (Wodny Bug, Wodny Robak). Trzeci prowadzący Jeremy Clarkson użył pojazdu na Coniston Water podczas Coniston Power Boat Records Week osiągając nim średnią prędkość 47,81 mph (ok. 76,94 km/h). To brytyjski rekord prędkości amfibii na wodzie.